# Det Kongelige Bibliotek
Det Kongelige Bibliotek (de Koninklijke Bibliotheek, KB) in Kopenhagen is de nationale bibliotheek van Denemarken en de grootste bibliotheek van Noord-Europa. De collectie omvat onder andere ongeveer 6 miljoen boeken. Op 1 januari 2017 fuseerde Det Kongelige Bibliotek met de Statsbiblioteket (Staatsbibliotheek, de bibliotheek van de Universiteit van Aarhus) tot Det Kgl. Bibliotek.
De bibliotheek werd opgericht in 1648, tijdens de regeerperiode van koning Frederik III, en werd opengesteld voor het publiek in 1793. Sinds 1927 is de KB ook de universiteitsbibliotheek voor de Universiteit van Kopenhagen, die al sinds 1482 over een bibliotheek beschikte. Verder vervult de Koninklijke Bibliotheek een rol bij het wettelijk depot in Denemarken.

## Huisvesting
De KB beschikt over meerdere locaties in Kopenhagen. De hoofdvestiging bevindt zich op het eiland Slotsholmen, in een gebouw van de architect H.J. Holm (1906) en een recente moderne uitbouw, die bekendstaat als De Zwarte Diamant (1999, van het Deense architectenbureau schmidt hammer lassen). De Zwarte Diamant huisvest naast Leeszaal West ook verschillende musea, een café en een restaurant.